# Pseudobombax argentinum
Pseudobombax argentinum é uma espécie de angiospérmica da família Bombacaceae.
Pode ser encontrada nos seguintes países:  Argentina, Bolívia, Brasil e Paraguai.
Está ameaçada por perda de habitat.